# LUX 047
LUX 047 fue un evento de artes marciales mixtas producido por LUX Fight League, que se llevó a cabo el 1 de noviembre de 2024 en el Frontón México de Ciudad de México, México.

## Antecedentes
El evento estelar contó con una pelea por el Campeonato de Peso Gallo de LUX entre el campeón Juan Díaz y José Roura; se trataba de la revancha de LUX 038, donde Díaz se proclamó como monarca. Además, el enfrentamiento entre ambos es el primero cuya pelea titular estelariza dos veces la cartelera.
El evento coestelar fue una pelea por el vacante Campeonato de Peso Ligero de LUX entre Kazula Vargas y Alejandro Cerquera.

## Resultados
1. ↑  Por el Campeonato de Peso Gallo de LUX
2. ↑  Por el Campeonato de Peso Ligero de LUX